# DSA-266
La DSA-266 es una carretera perteneciente a la Red Secundaria de la Diputación Provincial de Salamanca que une la  SA-220  con la localidad de Garcibuey.

## Origen y Destino
La carretera  DSA-266  tiene su origen en Garcibuey en la intersección con la carretera  SA-220 , y termina en el casco urbano de Garcibuey, formando parte de la Red de carreteras de Salamanca.